# HMS Lord Clive
HMS Lord Clive – brytyjski monitor z okresu I wojny światowej, jedna z ośmiu jednostek typu Lord Clive. Okręt miał wyporność 5683 ton i osiągał prędkość 7 węzłów, a jego główne uzbrojenie stanowiły początkowo dwa działa o kalibrze 305 mm, uzupełniane przez artylerię mniejszego kalibru. Zwodowany 10 czerwca 1915 roku w stoczni Harland and Wolff w Belfaście, został wcielony do służby w Royal Navy 10 lipca 1915 roku. Monitor otrzymał nazwę na cześć XVIII-wiecznego brytyjskiego generała i gubernatora Roberta Clive.
Wchodzący w skład Sił Dover (ang. Dover Patrol) okręt wziął czynny udział w działaniach wojennych na Morzu Północnym, uczestnicząc m.in. w rajdzie na Zeebrugge i Ostendę. W 1918 roku jego uzbrojenie zostało powiększone o działo kalibru 457 mm, pochodzące z wielkiego krążownika HMS „Furious”. HMS „Lord Clive” został wycofany ze służby ostatecznie w sierpniu 1921 roku, a w 1927 roku został sprzedany i następnie złomowany.

## Projekt i budowa
Duża szybkość budowy czterech monitorów typu Abercrombie, a także potrzeba wykorzystania dodatkowych okrętów tej klasy do bombardowania wybrzeża, która pojawiła się wraz z przystąpieniem Imperium Osmańskiego do wojny, zachęciły Winstona Churchilla do zamówienia kolejnych dużych monitorów. 11 grudnia 1914 roku złożył on na ręce Pierwszego Lorda Morskiego admirała Johna Fishera i Sekretarza Admiralicji propozycję budowy kolejnych ośmiu takich okrętów, wyposażonych w pochodzące z zapasów dwa lub cztery działa kalibru 343 lub 381 mm lub cztery ciężkie haubice kalibru 381 lub 457 mm, o konstrukcji zbliżonej do jednostek typu Abercrombie. Innowacją miało być użycie do napędu jednostek silników wysokoprężnych, co miało zapewnić prędkość 10 węzłów, a ich budowa miała trwać od sześciu do siedmiu miesięcy przy cenie jednostkowej nieprzekraczającej 700 000 £.
Propozycja ta zyskała aprobatę admirała Fishera i została przekazana szefowi Departamentu Budowy Okrętów (ang. Department of the Director of Naval Construction), którym był Eustace Tennyson d’Eyncourt oraz Dyrektora Uzbrojenia Marynarki Wojennej (ang. Director of Naval Ordnance), kontradmirała Morgana Singera. Wstępne ustalenia wykluczyły zastosowanie zapasowych dział dla drednotów, do których brak było osprzętu i wież, których wykonanie mogło zająć czas dochodzący do co najmniej jednego roku. Uzbrojenie okrętów w haubice kalibru 381 mm było możliwe, jednak ich donośność była zbyt mała w stosunku do wymagań postawionych przed okrętami tej klasy. Wobec niemożliwości pozyskania nowych dział i wież ze względu na obciążenie przemysłu zbrojeniowego bieżącymi zamówieniami na rzecz armii i floty, podjęto decyzję o uzbrojeniu monitorów w działa pochodzące z przestarzałych przeddrednotów o nikłej w okresie I wojny światowej wartości bojowej. Wybór padł na najstarsze będące w służbie pancerniki typu Majestic, z których każdy uzbrojony był w pochodzące z 1895 roku cztery działa kalibru 305 mm BL Mk VIII L/35. Problemem była jednak niewielka jak na czasy I wojny światowej donośność dział, których kąt podniesienia lufy wynosił 13,5°, jednak ich konstrukcja pozwalała na daleko idącą modernizację pozwalającą na zwiększenie kąta podniesienia lufy do 30°, co zapewniało zasięg ognia co najmniej 21 300 jardów (19 477 metrów) w stosunku do oryginalnych 13 700 jardów (12 533 metry). Po potwierdzeniu technicznych możliwości zwiększenie kąta podniesienia luf przez zakłady Elswick Ordnance Company admirał Fisher zatwierdził działa kalibru 305 mm jako główne uzbrojenie nowych monitorów. 1 stycznia 1915 roku Admiralicja podjęła decyzję o rozbrojeniu czterech pancerników typu Majestic („Hannibal”, „Magnificent”, „Mars” i „Victorious”), z których zdjęte dwudziałowe wieże wraz z całym osprzętem (napęd hydrauliczny i podajniki amunicji) miały po modernizacji trafić na pokłady ośmiu monitorów.
Mniejsza od planowanej pierwotnie masa głównego zestawu uzbrojenia pozwoliła na zmniejszenie wyporności okrętów, a przede wszystkim szerokości całkowitej (licząc z „bąblami” przeciwtorpedowymi), co poszerzyło listę stoczni zdolnych do budowy tych monitorów ze względu na rozmiary potrzebnych pochylni.
Przyszły „Lord Clive” zbudowany został w stoczni Harland and Wolff w Belfaście pod numerem stoczniowym 478 na pochylni numer 3, będąc jedną z pięciu jednostek typu Lord Clive powstałych w tej firmie. Okręt został zamówiony 23 grudnia 1914 roku. Stępkę jednostki położono 9 stycznia 1915 roku, a zwodowana została 10 czerwca 1915 roku. Początkowo monitor miał otrzymać oznaczenie alfanumeryczne M6, jednak na początku 1915 roku okręt nazwano ostatecznie „Lord Clive”, na cześć XVIII-wiecznego brytyjskiego generała i gubernatora Prezydencji Bengalu, barona Roberta Clive.
Koszt powstania okrętu wyniósł około 260 000 £ zamiast planowanych 437 500 £, co spowodowane było wtórnym wykorzystaniem głównego uzbrojenia artyleryjskiego.

## Dane taktyczno-techniczne

### Charakterystyka ogólna
„Lord Clive” był monitorem o płaskim, wysokim kadłubie (z niewielkim uskokiem na rufie) o masie 2486 długich ton (ts), wewnątrz którego znajdowały się trzy ciągłe pokłady: górny, główny i ładowni. Na osiągającym ¾ długości kadłuba płaskim pokładzie dziobowym znajdowały się: niewielkie opancerzone stanowisko dowodzenia, barbeta z wieżą artyleryjską, ciężki trójnożny maszt ze stanowiskiem kierowania ogniem oraz pojedynczy komin. Górny pokład początkowo był częściowo otwarty z obu burt, jednak później otwory zostały zaślepione i tak powstałe pomieszczenia zostały wykorzystane jako dodatkowe przedziały mieszkalne; pozostałe dwa pokłady mieściły maszynownię, kotłownię wraz z mechanizmami pomocniczymi, zasobnie węglowe, komory amunicyjne, magazyny i pomieszczenia mieszkalne. Integralną częścią kadłuba były umieszczone na poziomie pokładu ładowni „bąble” przeciwtorpedowe, składające się z dwóch części oddzielonych wzdłużną grodzią: wodoszczelnej zewnętrznej oraz otwartej wewnętrznej wypełnionej wodą morską, wpływającą przez otwory w poszyciu.
Okręt miał długość całkowitą wynoszącą 102,33 metra (97,54 metra między pionami), szerokość całkowitą 26,59 metra (z „bąblami”; szerokość samego kadłuba wynosiła 17,37 metra) i zanurzenie 2,92 metra. Wyporność konstrukcyjna wynosiła 5900 ts, pełna 5683 ts, głęboka 5850 ts, a lekka 5170 ts.
Załoga okrętu składała się początkowo z 194 osób – 12 oficerów oraz 182 podoficerów i marynarzy. Kabiny oficerskie znajdowały się w części rufowej, a pomieszczenia dla podoficerów i marynarzy na dziobie. Instalacja dodatkowego uzbrojenia podczas wojny spowodowała wzrost liczebności załogi, mogła liczyć od 215 do 278 osób.

### Urządzenia napędowe
Siłownię jednostki stanowiły dwie 4-cylindrowe maszyny parowe potrójnego rozprężania o łącznej mocy 2310 KM przy 200 obr./min, wyprodukowane w macierzystej stoczni, do których parę dostarczały dwa kotły wodnorurkowe Babcock & Wilcox o ciśnieniu roboczym 14 kG/cm², opalane węglem. Maszyny parowe miały cylindry o średnicy 381 mm (15 cali), 635 mm (25 cali) i dwa 762 mm (30 cali), a skok tłoków wynosił 610 mm (24 cale). Okręt napędzały dwie czterołopatowe śruby, a sterowanie odbywało się za pomocą dwóch równoległych sterów. Eksploatacyjna prędkość okrętu wynosiła 7 węzłów. Normalny zapas węgla wynosił 200 ton, a maksymalny 356 ton; pozwalało to osiągnąć zasięg wynoszący 1000–1100 Mm przy prędkości 6,5 węzła. Zużycie paliwa wynosiło 2,1 tony węgla na godzinę. Masa układu napędowego z mechanizmami pomocniczymi i zapasem wody kotłowej wynosiła 391 ton.

### Uzbrojenie
Główną bronią artyleryjską monitora były dwa działa kalibru 305 mm BL Mk VIII L/35, umieszczone w obrotowej pancernej wieży model B II produkcji zakładów Elswick Ordnance Company. „Lord Clive” otrzymał wieżę z działami pochodzącą z pancernika „Magnificent”, a ich modernizacji dokonali pracownicy firmy zbrojeniowej Coventry Ordnance Works. Długość całkowita działa wynosiła 11,308 metra, z czego lufa mierzyła 10,799 metra (35,43 kalibra), w tym część gwintowana 8,875 metra. W lufie znajdowało się 48 bruzd, a jej żywotność oscylowała w granicach 500 strzałów. Masa lufy z zamkiem wynosiła 61 ton, a cała wieża z pancerzem i wyposażeniem ważyła 264 tony. Hydraulicznie napędzana wieża miała załogę liczącą 47 osób i mogła się obracać na każdą burtę, a kąt podniesienia luf wynosił od 0° do +30°. Działa wykorzystywały amunicję rozdzielnego ładowania: pociski odłamkowo-burzące (HE) 2 c.r.h., 4 c.r.h. i C.P.C. o masie 385,5 kg (w tym 48,5 kg materiału wybuchowego) oraz przeciwpancerne A.P.C., wystrzeliwane przy pomocy umieszczonego w woreczkach kordytu MD 45 o masie 90,6 kg. Maksymalna donośność wystrzeliwanego z prędkością początkową 716 m/s pocisku 4 c.r.h. wynosiła 22 400 metrów (24 500 jardów), a szybkostrzelność praktyczna jeden strzał na minutę. Łączny zapas amunicji bojowej kalibru 305 mm wynosił 240 sztuk (120 2 i 4 c.r.h. oraz 120 C.P.C.). Pociski i ładunki miotające znajdowały się w położonych na pokładzie ładowni komorach amunicyjnych, poniżej wodnicy.
Na pokładzie głównym, pod pokładem dziobowym, zamontowano po obu stronach burt dwa pojedyncze działa kalibru 76,2 mm QF 12-pounder 18 cwt Mark I L/50 . Długość lufy o żywotności 1200 wystrzałów wynosiła 3,81 metra (50 kalibrów), a masa działa 914,4 kg. Działa wystrzeliwały pociski HE 2 c.r.h. o masie 5,63 kg za pomocą ładunku kordytu MD o masie 1,23 kg. Maksymalna donośność wystrzeliwanego z prędkością początkową 792 m/s pocisku wynosiła 8460 metrów, a szybkostrzelność 15 strzałów na minutę. Łączny zapas amunicji kalibru 76,2 mm wynosił 400 sztuk.
Broń przeciwlotniczą stanowiły dwie pojedyncze armaty kalibru 47 i 40 mm, umieszczone odpowiednio po lewej i prawej stronie na końcu pokładu dziobowego . Armata kalibru 47 mm 3-pdr QF Mark I L/50, zamontowana na łożu HA III, miała lufę o długości 2,35 metra (50 kalibrów) i masę 305 kg, a kąt podniesienia lufy wynosił od -5° do +80°. Armata wystrzeliwała pociski HE o masie 1,5 kg za pomocą ładunku kordytu o masie 0,38 kg. Maksymalna donośność pozioma wystrzeliwanego z prędkością początkową 784 m/s pocisku wynosiła 5120 metrów (pionowa 4570 metrów), a szybkostrzelność do 25 strzałów na minutę. Zapas amunicji kalibru 47 mm wynosił 500 sztuk. Armata kalibru 40 mm 2-pdr Vickers QF Mark II L/39 miała lufę o długości 1,57 metra (39 kalibrów) i masę 239 kg. Masa pocisku wynosiła 0,91 kg, a ładunek kordytu ważył 93 g. Szybkostrzelność wynosiła 200 strzałów na minutę, a donośność przy kącie podniesienia lufy 45° 6310 metrów. Zapas amunicji kalibru 40 mm wynosił 1000 sztuk.
Broń artyleryjską uzupełniały cztery pojedyncze karabiny maszynowe Maxim kalibru 7,7 mm, o szybkostrzelności teoretycznej 450 strzałów na minutę i łącznym zapasie amunicji 20 000 sztuk, wystrzeliwujące pociski z prędkością początkową 628 m/s na skuteczną odległość 460 metrów. Łączna masa uzbrojenia wraz z amunicją wynosiła 478 ton.

#### Modyfikacje uzbrojenia
Już w początkowej fazie wojennej służby z pokładu monitora zdemontowano nieprzydatne działa kalibru 76,2 mm QF 12-pounder 18 cwt Mark I, zastępując je na początku 1916 roku dwoma szybkostrzelnymi działami kalibru 152,4 mm (pochodzącymi z pancernika „Illustrious”), umieszczonymi po obu stronach komina. Działa te zostały później wymienione na nowszy model BL Mark VII. Działo kalibru 152,4 mm BL Mark VII L/45 miało długość całkowitą 7,09 metra, a lufa o długości 6,85 metra miała masę 7,112 tony. Używano amunicji rozdzielnego ładowania: przechowywanych w jedwabnych woreczkach ładunków kordytu i pocisków o masie 45 kg, wystrzeliwanych w zależności od masy ładunku miotającego z prędkością wylotową od 773 do 846 m/s na odległość od 13 350 do 14 450 metrów (przy maksymalnym kącie podniesienia lufy 20°), z szybkostrzelnością od 5 do 8 strz./min.
Kolejną wojenną modyfikacją było usunięcie dział kalibru 152,4 mm oraz armaty przeciwlotniczej kalibru 47 mm i instalacja czterech dział kalibru 102 mm BL Mark IX, dwóch armat przeciwlotniczych kalibru 76,2 mm QF 20 cwt i dwóch dodatkowych armat przeciwlotniczych kalibru 40 mm 2-pdr Vickers QF Mark II . Działo kalibru 102 mm na łożu CP 1 miało długość całkowitą 4,69 metra (w tym lufa 4,26 metra) i masę całkowitą 5,4 tony (lufa z zamkiem ważyła 2,12 tony), a żywotność lufy sięgała 2850 wystrzałów. Kąt podniesienia lufy wynosił od -10° do +30°, a maksymalna donośność 12 530 metrów (z szybkostrzelnością sięgającą 10 strz./min). Wykorzystywano pociski o masie 13,3 kg wystrzeliwane z prędkością początkową 793 m/s za pomocą kordytu MD o masie 3,48 kg. Łączny zapas amunicji kalibru 102 mm wynosił 800 sztuk. Armata przeciwlotnicza kalibru 76,2 mm QF 20 cwt L/45 miała długość całkowitą 3,36 metra (w tym lufa 3,24 metra) i masę całkowitą 2,83 tony (sama lufa z zamkiem ważyła 1,02 tony). Wystrzeliwała pociski o masie 7,25 kg przy pomocy kordytu o masie 0,96 kg z prędkością początkową 610 m/s z szybkostrzelnością 20 strz./min. Kąt podniesienia lufy wynosił od -5° do 90°, a maksymalna donośność pionowa sięgała 7015 metrów.
W końcu 1917 roku „Lord Clive” został wybrany do instalacji pochodzącego z wielkiego krążownika HMS „Furious” działa kalibru 457 mm (18 cali) L/40 Mark I. Prace dostosowujące okręt do montażu działa przeprowadzono między grudniem 1917 roku a kwietniem 1918 roku, a samo działo osadzono na rufowym krańcu pokładu dziobowego na przełomie sierpnia i września 1918 roku. Działo kalibru 457 mm miało długość całkowitą 18,9 metra, z czego lufa mierzyła 18,2 metra (40 kalibrów), w tym część gwintowana 14,87 metra. Masa lufy z zamkiem wynosiła 149 ton, a masa całkowita stanowiska 384 tony. Wyposażone w maskę o grubości 12 mm działo zamontowano na stałe (z możliwością wychylenia poziomo o maksymalnie 10°) z lufą skierowaną na prawą burtę, a jego kąt podniesienia wynosił od +22° do +45°. Działa wykorzystywały pociski odłamkowo-burzące 4 c.r.h. i 8 c.r.h. o masie 1504 kg (w tym110 kg materiału wybuchowego), wystrzeliwane przy pomocy kordytu MD 45 o masie 285,4 lub 312,6 kg. Maksymalna donośność wystrzeliwanych z prędkością początkową od 693 do 740 m/s pocisków wynosiła od 29 900 do 36 670 metrów, w zależności od użytego pocisku i masy ładunku miotającego. Zapas amunicji wynosił 60 pocisków przechowywanych na paletach na górnym pokładzie i 72 ładunki miotające, umieszczone na pokładzie dziobowym w pojemnikach otoczonych płaszczem wodnym.
Według stanu na listopad 1918 roku „Lord Clive” uzbrojony był w pojedyncze działo kalibru 457 mm, dwa działa kalibru 305 mm, cztery działa kalibru 102 mm, dwie armaty przeciwlotnicze kalibru 76,2 mm oraz trzy armaty przeciwlotnicze kalibru 40 mm.

### Opancerzenie
Głównym elementem opancerzenia okrętu był znajdujący się wewnątrz kadłuba, wykonany ze stali Kruppa skośny pas burtowy o grubości 152 mm (6 cali) i szerokości 3,66 metra, rozciągający się od wodnicy do pokładu górnego, zamknięty na obu końcach poprzecznymi grodziami. Stworzona w ten sposób pancerna cytadela chroniła pomieszczenia siłowni, trzon wieży artyleryjskiej oraz komory amunicyjne. Przedłużeniem skosu była wzdłużna, pionowa gródź pancerna na wysokości „bąbla” przeciwtorpedowego o grubości 38 mm, a pancerz „bąbli” przeciwtorpedowych miał 102 mm grubości (4 cale). Pokład dziobowy miał grubość 25 mm (1 cal), pokład górny na śródokręciu 51 mm (2 cale), a pokład główny na dziobie i rufie miał grubość 25 mm (wszystkie wykonane ze stali HT). Maszyna sterowa chroniona był pancerzem o grubości 38 mm (1,5 cala). Stanowisko dowodzenia chronione było pancerzem o grubości 152 mm (6 cali) z boku i 63,5 mm (2,5 cala) z góry. Wieża dział głównego kalibru opancerzona była od czoła płytami o grubości 267 mm (10,5 cala), ściany boczne miały grubość 140 mm (5,5 cala), tylna 102 mm, a dach miał grubość 51 mm; posadowiona była na barbecie o grubości 203 mm. Łączna masa opancerzenia jednostki wynosiła 1824 tony, co stanowiło ponad 30% całkowitej masy jednostki.

### Wyposażenie
Jako środki ratownicze i komunikacyjne okręt miał na wyposażeniu dwa kutry i łódź motorową (wszystkie o długości 9,2 metra), zawieszone na żurawikach w rufowej części pokładu górnego, a także umieszczony na rufowej części pokładu dziobowego bączek o długości 4,9 metra. Okręt był przystosowany do przenoszenia wodnosamolotu pokładowego do korygowania ognia artyleryjskiego, przechowywanego w stanie złożonym za kominem, opuszczanego i podnoszonego z wody przez dwa żurawiki; monitor nigdy jednak nie otrzymał wyposażenia lotniczego, w związku z czym żurawiki został w trakcie służby zdemontowane.

## Służba

### I wojna światowa

#### 1915 rok
HMS „Lord Clive” został wcielony do służby w Royal Navy 10 lipca 1915 roku. Okręt początkowo nosił numer taktyczny M03, zmieniony we wrześniu na M08  . Jego pierwszym dowódcą został już 4 lipca 1915 roku kmdr por. (ang. commander) N.H. Carter. Następnie w stoczni w Devonport w ciągu trzech tygodni usunięto zauważone podczas prób morskich usterki. Początkowo „Lord Clive” miał zostać przerzucony w rejon Dardaneli (wraz z siostrzanymi jednostkami „General Craufurd”, „Prince Rupert” i „Sir John Moore”), jednak ostatecznie monitor po przybyciu do Dover został w sierpniu włączony do Dywizjonu Monitorów Sił Dover (ang. Dover Patrol). 9 sierpnia okręt uczestniczył w ćwiczebnych strzelaniach artyleryjskich nieopodal Sheerness, które wykazały zawodność głównego uzbrojenia monitora.
Rankiem 23 sierpnia monitory HMS „Lord Clive”, HMS „Prince Rupert” i HMS „Sir John Moore” w eskorcie 10 niszczycieli, dziewięciu trałowców, okrętu-bazy wodnosamolotów HMS „Riviera” i 50 dryfterów uczestniczyły w dwugodzinnym ostrzale śluz Kanału Zeebrugge, wystrzeliwując łącznie 70 pocisków kalibru 305 mm i nie trafiając ani jednym pociskiem bezpośrednio w cel („Lord Clive” w tej akcji wystrzelił 42 pociski, w tym 31 z dystansu 16 400 metrów i pozostałe z odległości 19 000 metrów). Po południu 7 września okręt wziął udział w ostrzale Ostendy, koncentrując swój oddany z odległości 16 000 metrów ogień na latarni morskiej. Ostrzał spotkał się z ogniową odpowiedzią niemieckiej baterii nadbrzeżnej „Tirpitz”, która korygowana z balonu obserwacyjnego odnotowała o godzinie 15:50 trafienia monitora czterema pociskami, które uszkodziły dziób, „bąbel” przeciwtorpedowy i prawoburtowe działo przeciwlotnicze kalibru 40 mm, a także ciężko zraniły dowódcę okrętu, kmdra por. Cartera. 19 września, po szybkim usunięciu uszkodzeń, „Lord Clive” i „Sir John Moore” ponownie uczestniczyły w ostrzale Ostendy, zaś 25 września monitor w towarzystwie „Sir John Moore” i „Marshal Ney” wziął udział w ostrzale Westende.

#### 1916 rok
Na początku 1916 roku w miejscu zdemontowanych dział kalibru 76,2 mm na pokładzie dziobowym zamontowano dwa działa kalibru 152,4 mm. 26 stycznia „Lord Clive” uczestniczył w operacji ostrzału pozycji niemieckich w pobliżu Westende, przeprowadzonej bez kontrakcji przeciwnika wraz z monitorami „General Craufurd”, „General Wolfe”, „Marshal Ney”, „Prince Eugene”, M25 i M27, wystrzeliwując 11 pocisków głównego kalibru. Latem monitory Sił Dover wsparte niszczycielami i dryfterami zabezpieczały powstałą w kanale La Manche minowo-sieciową zagrodę przeciwko U-Bootom, którą próbowały zniszczyć niemieckie niszczyciele; m.in. 8 czerwca „Lord Clive”, „Sir John Moore” i „Marshal Soult” i niszczyciele odparły atak 12 niemieckich niszczycieli. 8 lipca wyposażony w atrapę drugiego komina „Lord Clive” uczestniczył w akcji maskowania ognia utworzonej w Adinkerke brytyjskiej baterii dział kalibru 305 mm Dominion, która próbowała zniszczyć niemiecką baterię „Tirpitz”, jednak akcja zakończyła się jedynie tymczasowym uszkodzeniem jednego z dział niemieckiej baterii. Między 8 a 15 września „Lord Clive” uczestniczył w działaniach wspierających aliancką ofensywę nad Sommą, wraz z monitorami „General Craufurd”, „Marshal Soult”, „Erebus” i „Terror” ostrzeliwując belgijskie wybrzeże (okręt wystrzelił w ciągu tygodnia 74 pociski kalibru 305 mm).

#### 1917 rok
Na przełomie 1916 i 1917 roku na potrzeby przyszłego desantu opracowano i zbudowano specjalny „ponton” o wyporności 2500 ton, mogący zabrać na pokład nawet kilka tysięcy uzbrojonych żołnierzy z koniecznym wyposażeniem. Ukończony w marcu 1917 roku ponton z powodu braku własnego napędu miał być pchany przez dwa ustawione burta w burtę monitory, w związku z czym w przeprowadzonych w tajemnicy 28 marca nieopodal Swin próbach wzięły udział „Lord Clive” i „Sir John Moore”. 11 i 22 kwietnia monitor uczestniczył w ostrzale niemieckich baterii nadbrzeżnych usytuowanych koło Ostendy. 4 października okręt trafił do stoczni marynarki w Portsmouth, gdzie został poddany remontowi i modernizacji, polegającej na zainstalowaniu na platformie przedniego masztu urządzeń dymotwórczych; jednostka otrzymała również kamuflaż w postaci nieregularnych szachownic. Po 28 października, kiedy to monitor HMS „Erebus” został uszkodzony przez motorówkę wybuchową FL 12, wszystkie monitory Sił Dover zostały wyposażone w chroniące „bąble” przeciwtorpedowe relingi. 5 grudnia HMS „Lord Clive” ponownie został skierowany do stoczni w Portsmouth w celu instalacji pochodzącego z wielkiego krążownika HMS „Furious” działa kalibru 457 mm.

#### 1918 rok

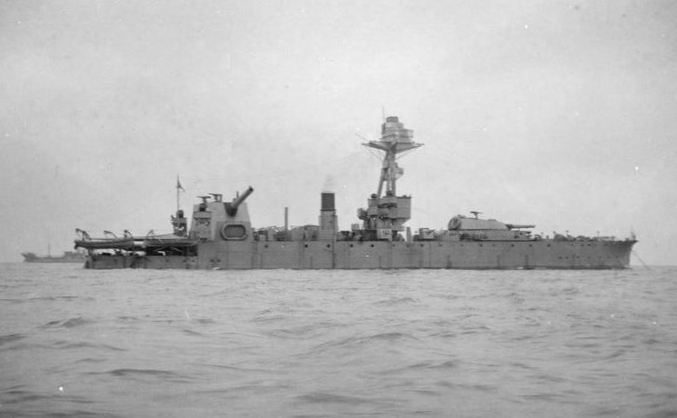
HMS „Lord Clive” w 1918 roku

W styczniu 1918 roku numer taktyczny jednostki zmieniono na M07  . 6 kwietnia zakończyły się prace przygotowujące do montażu działa Mark I L/40, powiązane ze wzmocnieniem konstrukcji monitora (w ich wyniku jego wyporność wzrosła do 6850 ts, a średnie zanurzenie osiągnęło wielkość 4,27 metra); na rufie zainstalowano też na kratownicowych platformach dwa reflektory o średnicy 0,914 metra. Z powodu przedłużających się prac nad konstrukcją łoża do działa kalibru 457 mm okręt powrócił do Dover, pod dowództwem kmdra por. R.J.N. Watsona (sprawującego wcześniej dowództwo nad monitorem HMS „Marshal Ney”). 11 kwietnia „Lord Clive”, „General Craufurd”, „Marshal Soult” i „Prince Eugene” wystrzeliły razem 50 pocisków w kierunku niemieckich baterii w pobliżu Ostendy. W nocy z 22 na 23 kwietnia podczas rajdu na Zeebrugge i Ostendę akcja została powtórzona (trzy monitory typu Lord Clive zużyły po 50 pocisków każdy, a „Marshal Soult” wystrzelił 80 pocisków kalibru 381 mm). W lipcu „Lord Clive” został przebazowany do Great Yarmouth, pełniąc przez pięć tygodni służbę dozorową w zastępstwie monitora „Roberts”. 16 sierpnia okręt powrócił do stoczni w Portsmouth w celu montażu działa kalibru 457 mm, który zakończył się ostatecznie 7 września. 13 października zostały przeprowadzone próby nowego uzbrojenia, a już rankiem następnego dnia „Lord Clive” i „General Wolfe” udały się na ostrzał wybrzeża Flandrii (rano „Lord Clive” wystrzelił zaledwie jeden niecelny pocisk kalibru 457 mm z odległości 31 100 metrów, a później kolejne trzy, które także nie trafiły w wyznaczone cele).

### Po I wojnie światowej
Niedługo po zawarciu rozejmu w Compiègne, 26 listopada 1918 roku HMS „Lord Clive” został w Sheerness wycofany ze służby, po czym stacjonował w Immingham. We wrześniu 1920 roku jednostkę przeholowano do Portsmouth i w październiku i listopadzie zdemontowano działo kalibru 457 mm, instalując na jego miejscu wieżę z trzema działami kalibru 381 mm o masie 520 ton, która miała stanowić uzbrojenie nowo projektowanych krążowników liniowych (wieża na tych jednostkach miała być wyposażona w trzy działa kalibru 406 mm, lecz chciano przetestować samo funkcjonowanie trójdziałowej wieży, badając wpływ odrzutu i innych możliwych negatywnych skutków równoczesnego oddawania salwy na wytrzymałość konstrukcji okrętu). 15 grudnia „Lord Clive” ponownie wszedł do służby, jednak do 1 lutego 1921 roku nadal stacjonował w Portsmouth. Przeholowany w lutym do Nore monitor do sierpnia przeprowadzał na poligonie Shoeburyness testy nowego uzbrojenia, po pomyślnym zakończeniu których został już ostatecznie wycofany ze służby.
Jednostkę pozostawiono w Portsmouth aż do 1927 roku, kiedy to 10 października został nabyty przez firmę P & W MacLellan z Glasgow za cenę 13 500 £ w celu złomowania, które rozpoczęło się w Bo’ness 17 listopada 1927 roku.